# بنفشه پالیزی
بنفشه پالیزی یا بنفشه دشتی (نام علمی: Viola arvensis) نام یک گونه از سرده بنفشه است.